# Gherism
Gherismul este o ideologie politică de extremă stângă teoretizată de comunistul român Constantin Dobrogeanu-Gherea, considerat tatăl comunismului românesc. 
Gherismul a fost inspirat în mod direct de doctrina marxistă, fiind însă adaptat la realitatea sociologică a Regatului României la începutul secolului XX. Cei mai timpurii membrii ai mișcării comuniste românești au fost, deci, mai degrabă influențați de Dobrogeanu-Gherea decât de Karl Marx. 
Gherismul va intra în conflict încă de la început cu leninismul, care va căpăta popularitate pe teritoriul României după succesele bolșevismului în cadrul Revoluției Rusești. După intrarea în ilegalitate a Partidului Comunist din România și persecuțiile comuniștilor români în cadrul Terorii Roșii (în cadre Dobrogeanu-Gherea însuși va fi executat), gherismul va pierde din popularitate, ajungând înlocuit de politica favorabilă Uniunii Sovietice.